# Brugia timori
Brugia timori é uma espécie de nematódeo da família Onchocercidae. Parasitam humanos causando a filariose linfática. A espécie está restrita nas Pequenas Ilhas da Sonda da Indonésia.